# Anna Bergvall
Anna Sofia Karolina Bergvall, född Rosén den 6 mars 1884 i Örebro, död 9 november 1964 i Oscars församling, Stockholm, var en svensk skådespelare.
Hon var från 1913 gift med skådespelaren Sven Bergvall. De är begravda på Norra begravningsplatsen utanför Stockholm.

## Filmografi
- 1926 – Charleys tant